# Oxalobacter vibrioformis
Oxalobacter vibrioformis es una especie de bacteria gramnegativa del género Oxalobacter. Fue descrita en el año 1990. Su etimología hace referencia a forma de vibrio, curvada. Es anaerobia estricta y móvil por 1-2 flagelos. Tiene un tamaño de 0,4 μm de ancho por 1,8-2,4 μm de largo. Crece en forma individual, en parejas o en cadenas en espiral. Catalasa y oxidasa negativas. Temperatura de crecimiento entre 18-35 °C, óptima de 30-32 °C. Tiene un contenido de G+C de 51,6%. Se ha aislado de sedimentos de agua dulce en Alemania.